# Canton de Barcelonnette
Ne doit pas être confondu avec Canton de Barcillonnette.
Le canton de Barcelonnette est une circonscription électorale française située dans le nord-est du département des Alpes-de-Haute-Provence, en région Provence-Alpes-Côte d'Azur. À la suite du redécoupage cantonal de 2014, les limites territoriales du canton sont remaniées. Le nombre de communes du canton passe de 11 à 16.

## Histoire
Le canton de Saint-Paul fut supprimé par le décret no 86-251 du 20 février 1986 mais cette mesure n'entra en vigueur qu'à l'occasion des élections cantonales des 25 septembre et 2 octobre 1988. Les trois communes qui le composaient, Larche, Meyronnes et Saint-Paul furent alors rattachées au canton de Barcelonnette.
Par décret du 24 février 2014, le nombre de cantons du département est divisé par deux, avec mise en application aux élections départementales de mars 2015. Le canton de Barcelonnette est conservé et s'agrandit. Il passe de 11 à 16 communes.

## Géographie
Ce canton est organisé autour de Barcelonnette dans l'arrondissement de Barcelonnette. Son altitude varie de 650 m (La Bréole) à 3 411 m (Chambeyron, commune de Saint-Paul-sur-Ubaye) pour une altitude moyenne de m.
| Nom de la commune       | Alt. mini (m) | Alt. maxi (m) |
| ----------------------- | ------------- | ------------- |
| Barcelonnette           | 1 115         | 2 680         |
| La Bréole               | 650           | 1 590         |
| La Condamine-Châtelard  | 1 239         | 3 047         |
| Enchastrayes            | 1 151         | 2 775         |
| Faucon-de-Barcelonnette | 1 157         | 2 984         |
| Jausiers                | 1 195         | 3 027         |
| Larche                  | 1 606         | 3 165         |
| Le Lauzet-Ubaye         | 771           | 2 500         |
| Méolans-Revel           | 912           | 2 928         |
| Meyronnes               | 1 307         | 3 192         |
| Pontis                  | 771           | 2 320         |
| Saint-Paul-sur-Ubaye    | 1 291         | 3 411         |
| Saint-Pons              | 1 097         | 2 879         |
| Saint-Vincent-les-Forts | 770           | 2 500         |
| Les Thuiles             | 1 053         | 2 898         |
| Uvernet-Fours           | 1 093         | 3 040         |

## Représentation

### Conseillers généraux de 1833 à 2015
| Période                                  | Période      | Identité                                   | Étiquette       | Qualité                                                                                    |
| ---------------------------------------- | ------------ | ------------------------------------------ | --------------- | ------------------------------------------------------------------------------------------ |
| 1833                                     | 1848         | Étienne-Paulin Pacquet                     |                 | Notaire, adjoint au maire de Barcelonnette                                                 |
| 1848                                     | 1870         | François Frédéric Brès                     |                 | Avoué, Président du Tribunal de Digne puis Conseiller à la Cour d'Aix-en-Provence          |
| 1870                                     | 1871         | François Arnaud                            |                 | Notaire à Barcelonnette                                                                    |
| 1871                                     | 1907 (décès) | Aimé Gassier                               | Républicain     | Banquier à Barcelonnette Député (1876-1885) Sénateur (1903-1907)                           |
| 1907                                     | 1940         | Paul Gassier (1874-1947, fils d'A.Gassier) | RG              | Ingénieur des Arts et Manufactures Propriétaire à Paris                                    |
|                                          |              |                                            |                 |                                                                                            |
| 1943                                     | 1945         | Emile Signoret                             | ?               | Maire de Barcelonnette Nommé conseiller départemental en 1943                              |
|                                          |              |                                            |                 |                                                                                            |
| 1945                                     | 1949         | Lucien Gilly                               | MRP             | Propriétaire à Barcelonnette                                                               |
| 1949                                     | 1955         | Jean Spitalier                             | RPF             | Entrepreneur de travaux publics et de bâtiment Maire de La Condamine                       |
| 1955                                     | 1973         | M. Proal                                   | DVD puis DVG    |                                                                                            |
| 1973                                     | 1985         | Louis Lequette                             | DVD puis UDF-PR | Marchand de biens, maire d'Uvernet-Fours                                                   |
| 1985                                     | 2004         | Jean Chabre                                | RPR puis UMP    | Chef d'entreprise Maire de Barcelonnette jusqu'en 2008                                     |
| 2004                                     | 2015         | Lucien Gilly                               | PS et app.      | Éleveur Maire de Jausiers (2008-2020), ancien suppléant du député André Bellon (1988-1993) |
| Les données manquantes sont à compléter. |              |                                            |                 |                                                                                            |

### Conseillers d'arrondissement (de 1833 à 1940)
Le canton de Barcelonnette avait trois conseillers d'arrondissement.
| Période                                  | Période          | Identité                                                    | Étiquette   | Qualité |
| ---------------------------------------- | ---------------- | ----------------------------------------------------------- | ----------- | --- |
| 1833                                     | 1836             | M. Caire                                                    |             | Marchand de chevaux à Barcelonnette                                                                              |
| 1833                                     | 1848             | Jean Antoine Grassy du Verger (1777-1860)                   |             | Juge au Tribunal de première instance, Barcelonnette                                                             |
| 1833                                     | 1839             | Damien Manuel (1773-1850)                                   |             | Président du Tribunal civil, Barcelonnette, propriétaire à Faucon Élu conseiller général du canton de Saint-Paul |
| 1836                                     | 1845             | Joseph Hippolyte Gassier (1776-1862)                        |             | Négociant à Barcelonnette                                                                                        |
| 1845                                     | 1848             | Jean Pierre Hippolyte Gassier fils du précédent (1809-1879) |             | Banquier et négociant à Barcelonnette                                                                            |
|                                          |                  |                                                             |             | |
| 1883                                     | 1907             | Léon Sébastien Plaisant (1835-1910)                         | Républicain | Rentier, ancien maire de Barcelonnette (1881-1888 et 1892-?), suppléant du juge de paix                          |
|                                          | 1883 (démission) | Laurent Blanc                                               |             | Ancien maire d'Uvernet                                                                                           |
|                                          | 1885 (décès)     | Jean-Baptiste Fortoul (1814-1885)                           |             | Instituteur et ancien négociant à Mexico, propriétaire à Jausiers                                                |
|                                          |                  |                                                             |             | |
| 1886                                     | 1893 (décès)     | Joseph Eugène James                                         | Républicain | Maire de Jausiers                                                                                                |
| 1889                                     | 1913             | Eugène Jaubert                                              | Républicain | Maire d'Enchastrayes                                                                                             |
| 1889                                     | 1907             | Calixte Caire                                               |             | Cultivateur à Jausiers                                                                                           |
| 1907                                     | 1919             | Joseph Donnadieu (1846-1927)                                | Républicain | Professeur de collège, maire des Thuiles, Président du Comice agricole                                           |
| 1907                                     | 1916 (décès)     | Antoine-Désiré Manuel (1843-1916)                           | Républicain | Négociant au Planet, maire de Jausiers                                                                           |
| 1913                                     | 1940             | Honoré Vernet (1872-1956)                                   | Républicain | Avocat, avoué, maire de Barcelonnette, Président du Conseil d'arrondissement                                     |
| 1919                                     | 1940             | Jacques Gilly                                               |             | Maire des Thuiles                                                                                                |
| 1919                                     | 1940             | Jean-Baptiste Spitalier                                     |             | Maire de La Condamine-Châtelard                                                                                  |
| 1940                                     |                  |                                                             |             | Les conseils d'arrondissement ont été suspendus par la loi du 12 octobre 1940 et n'ont jamais été réactivés      |
| Les données manquantes sont à compléter. |                  |                                                             |             | |

### Conseillers départementaux à partir de 2015
| Période élective | Période élective | Mandat | Mandat | Identité               | Nuance | Nuance | Qualité                                                                    |
| ---------------- | ---------------- | ------ | ------ | ---------------------- | ------ | ------ | -------------------------------------------------------------------------- |
| 2015             | 2021             | 2015   | 2021   | Sophie Vaginay-Ricourt |        | LR     | Cadre Adjointe au maire de Barcelonnette (2014-2020), maire de 2020 à 2024 |
| 2015             | 2021             | 2015   | 2021   | Roger Masse            |        | LR     | Maire de La Bréole (1989-2020)                                             |
| 2021             | 2028             | 2021   | 2028   | Élisabeth Jacques      |        | DVD    | Chef d'entreprise Maire de La Condamine-Châtelard (2020-)                  |
| 2021             | 2028             | 2021   | 2028   | Jean-Michel Tron       |        | LR     | Cadre Maire de Ubaye-Serre-Ponçon (2017-)                                  |

#### Élections de mars 2015
À l'issue du 1er tour des élections départementales de 2015, deux binômes sont en ballottage : Roger Masse et Sophie Vaginay-Ricourt (DVD, 43,3 %) et Sandrine Boissé et Lucien Gilly (PS, 41,08 %). Le taux de participation est de 52,34 % (3 488 votants sur 6 664 inscrits) contre 55,34 % au niveau départemental et 50,17 % au niveau national.
Au second tour, Roger Masse et Sophie Vaginay-Ricourt (DVD) sont élus avec 57,86 % des suffrages exprimés et un taux de participation de 54,19 % (1 944 voix pour 3 611 votants et 6 664 inscrits).
Sophie Vaginay-Ricourt et Roger Masse font partie du groupe Majorité départementale.

#### Élections de juin 2021
Le premier tour des élections départementales de 2021 est marqué par un très faible taux de participation (33,26 % au niveau national). Dans le canton de Barcelonnette, ce taux de participation est de 43,88 % (2 893 votants sur 6 593 inscrits) contre 40,72 % au niveau départemental. À l'issue de ce premier tour, deux binômes sont en ballottage : Élisabeth Jacques et Jean-Michel Tron (LR, 60,94 %) et Rémi Gaechter et Géraldine Martel (Union à gauche avec des écologistes, 22,33 %).
Le second tour des élections est marqué une nouvelle fois par une abstention massive équivalente au premier tour. Les taux de participation sont de 34,3 % au niveau national, 42,59 % dans le département et 45,92 % dans le canton de Barcelonnette. Élisabeth Jacques et Jean-Michel Tron (LR) sont élus avec 68,94 % des suffrages exprimés (1 947 voix pour 3 029 votants et 6 596 inscrits),,.
Elisabeth Jacques est la suppléante de Christophe Castaner aux élections législatives de juin 2022.

## Composition

### Composition avant 2015
Le canton de Barcelonnette regroupait onze communes.
| Nom                       | Code Insee | Codepostal | Superficie (km2) | Population (dernière pop. légale) | Densité (hab./km2) |
| ------------------------- | ---------- | ---------- | ---------------- | --------------------------------- | ------------------ |
| Barcelonnette (chef-lieu) | 04019      | 04400      | 16,42            | 2 634 (2012)                      | 160                |
| La Condamine-Châtelard    | 04062      | 04530      | 56,08            | 196 (2012)                        | 3,5                |
| Enchastrayes              | 04073      | 04400      | 44,19            | 403 (2012)                        | 9,1                |
| Faucon-de-Barcelonnette   | 04086      | 04400      | 17,42            | 305 (2012)                        | 18                 |
| Jausiers                  | 04096      | 04850      | 107,73           | 1 135 (2012)                      | 11                 |
| Larche                    | 04100      | 04530      | 68,86            | 67 (2011)                         | 0,97               |
| Meyronnes                 | 04120      | 04530      | 40,59            | 65 (2011)                         | 1,6                |
| Saint-Paul-sur-Ubaye      | 04193      | 04530      | 205,55           | 214 (2012)                        | 1                  |
| Saint-Pons                | 04195      | 04400      | 32,06            | 721 (2012)                        | 22                 |
| Les Thuiles               | 04220      | 04400      | 32,80            | 371 (2012)                        | 11                 |
| Uvernet-Fours             | 04226      | 04400      | 135,44           | 586 (2012)                        | 4,3                |

### Composition depuis 2015
Le nouveau canton de Barcelonnette regroupe 14 communes. Le 1er janvier 2017, la commune nouvelle de Ubaye-Serre-Ponçon née de la fusion entre La Bréole et Saint-Vincent-les-Forts est créée.
| Nom                                   | Code Insee | Intercommunalité                  | Superficie (km2) | Population (dernière pop. légale) | Densité (hab./km2) | Modifier                                    |
| ------------------------------------- | ---------- | --------------------------------- | ---------------- | --------------------------------- | ------------------ | ------------------------------------------- |
| Barcelonnette (bureau centralisateur) | 04019      | CC Vallée de l'Ubaye Serre-Ponçon | 16,42            | 2 528 (2022)                      | 154                | modifier les données · modifier les données |
| La Condamine-Châtelard                | 04062      | CC Vallée de l'Ubaye Serre-Ponçon | 56,08            | 156 (2022)                        | 2,8                | modifier les données · modifier les données |
| Enchastrayes                          | 04073      | CC Vallée de l'Ubaye Serre-Ponçon | 44,19            | 397 (2022)                        | 9,0                | modifier les données · modifier les données |
| Faucon-de-Barcelonnette               | 04086      | CC Vallée de l'Ubaye Serre-Ponçon | 17,42            | 293 (2022)                        | 17                 | modifier les données · modifier les données |
| Jausiers                              | 04096      | CC Vallée de l'Ubaye Serre-Ponçon | 107,73           | 1 142 (2022)                      | 11                 | modifier les données · modifier les données |
| Le Lauzet-Ubaye                       | 04102      | CC Vallée de l'Ubaye Serre-Ponçon | 66,26            | 212 (2022)                        | 3,2                | modifier les données · modifier les données |
| Méolans-Revel                         | 04161      | CC Vallée de l'Ubaye Serre-Ponçon | 127,74           | 323 (2022)                        | 2,5                | modifier les données · modifier les données |
| Pontis                                | 04154      | CC de Serre-Ponçon                | 14,11            | 95 (2022)                         | 6,7                | modifier les données · modifier les données |
| Saint-Paul-sur-Ubaye                  | 04193      | CC Vallée de l'Ubaye Serre-Ponçon | 205,55           | 195 (2022)                        | 0,95               | modifier les données · modifier les données |
| Saint-Pons                            | 04195      | CC Vallée de l'Ubaye Serre-Ponçon | 32,06            | 613 (2022)                        | 19                 | modifier les données · modifier les données |
| Les Thuiles                           | 04220      | CC Vallée de l'Ubaye Serre-Ponçon | 32,80            | 365 (2022)                        | 11                 | modifier les données · modifier les données |
| Ubaye-Serre-Ponçon                    | 04033      | CC Vallée de l'Ubaye Serre-Ponçon | 62,48            | 796 (2022)                        | 13                 | modifier les données · modifier les données |
| Uvernet-Fours                         | 04226      | CC Vallée de l'Ubaye Serre-Ponçon | 135,44           | 502 (2022)                        | 3,7                | modifier les données · modifier les données |
| Val d'Oronaye                         | 04120      | CC Vallée de l'Ubaye Serre-Ponçon | 109,45           | 98 (2022)                         | 0,90               | modifier les données · modifier les données |
| Canton de Barcelonnette               | 0401       |                                   | 1 027,73         | 7 715 (2022)                      | 7,5                | modifier les données                        |

## Démographie

### Démographie avant 2015
| 1962  | 1968  | 1975  | 1982  | 1990  | 1999  | 2006  | 2011  | 2012  |
| ----- | ----- | ----- | ----- | ----- | ----- | ----- | ----- | ----- |
| 4 671 | 4 766 | 5 402 | 5 717 | 6 318 | 6 509 | 6 761 | 6 781 | 6 686 |

### Démographie depuis 2015
En 2022, le canton comptait 7 715 habitants, en évolution de −2,02 % par rapport à 2016 (Alpes-de-Haute-Provence : +2,84 %, France hors Mayotte : +2,11 %).
| 2013  | 2018  | 2022  |
| ----- | ----- | ----- |
| 8 044 | 7 803 | 7 715 |